# Kaleil Isaza Tuzman
Kaleil Isaza Tuzman (* říjen 1971 Boston) je podnikatel, bývalý předseda a ředitel ve společnosti KIT digital, Inc. Tuzman svoji kariéru začínal ve společnosti Goldman Sachs. V roce 2015 byl zatčen v Kolumbii a v roce 2016 vydán do USA, když byl se svým obchodním partnerem obviněn z účetních podvodů a manipulace s trhem v souvislosti se svým působením v zbankrotované KIT digital. V roce 2017 byli uznáni vinnými, konečný rozsudek měl být vynesen během roku 2018. Soud vynesení rozsudku několikrát odročil, až 10. září 2021 byl Tuzman odsouzen na tři roky podmíněně.

## Podnikatelská kariéra
Po ukončení Harvardovy univerzity Kaleil Isaza Tuzman pracoval 5 let na Wall Street ve společnosti Goldman Sachs. Poté založil spolu se svým přítelem z dětství Tomem Hermanem společnost govWorks, Inc. Kaleil Isaza Tuzman byl jako výkonný ředitel společnosti schopný rychle získat kapitál ve výši 60 milionů dolarů, avšak jako mnoho jiných společností se firma stala obětí tzv. internetové bubliny. GovWorks.com tak byla prodána společnosti First Data Corp. za téměř 20 milionů dolarů. Cesta od založení k prodeji společnosti govWorks.com byla zachycena v dokumentu Startup.com, který měl premiéru v roce 2001 na Sundance Film Festival.
Krátce po prodeji govWorks.com Kaleil Isaza Tuzman založil Recognition Group (později známou jako KIT Capital). Jednou z mnoha akcí realizovaných společností KIT Capital byl prodej společnosti Tigris Corp. společnosti Verticalnet, Inc. v roce 2004. V roce 2001 převzala společnost KIT Capital/Recognition Group společnost KPE, ve které Kaleil Isaza Tuzman získal funkci výkonného ředitele a předsedy a provedl prodej této společnosti do rukou Mobilocity, Inc. (která byla ani ne rok poté prodána Agency.com).
V květnu roku 2005 se Kaleil Isaza Tuzman stal ředitelem JumpTV. Pod jeho vedením se společnost stala vedoucím subjektem na poli svého působení (technologie IPTV). V srpnu roku 2006 Kaleil Isaza Tuzman dovedl společnost JumpTV k primárnímu úpisu akcií, který jí vynesl 60 milionů dolarů. Následně společnost pod vedením Isazy Tuzmana získala dalších 100 milionů dolarů v sekundární nabídce akcií, která proběhla necelý rok poté. V roce 2007 Isaza Tuzman prodal část jím držených akcií společnosti JumpTV, která po jeho odchodu zaznamenala značný pokles dosavadní prosperity.
V roce 2007 se Isaza Tuzman stal výkonným ředitelem a předsedou ROO Group. Po provedení finanční restrukturalizace a klíčových akvizic se společnost, která se zaměřovala na technologie spojené s provozováním videa v prostředí internetu, stala jednou z nejvýznamnějších na poli poskytovatelů těchto technologií. Společnost ROO byla následně přejmenována na KIT digital. Společnost KIT digital byla od srpna roku 2009 obchodována na americké burze NASDAQ Global Market pod zkratkou "KITD". V roce 2013 společnost zbankrotovala.

## Knihy
V roce 2005 Kaleil Isaza Tuzman vydal knihu s názvem The Entrepreneur's Success Kit: A 5-Step Lesson Plan to Create and Grow Your Own Business